# 北京及瀋陽的明清皇家宮殿
北京及瀋陽的明清皇家宮殿，或簡稱為明清故宮，是聯合國教科文組織所登錄的一項中國的世界文化遺產。登錄的範圍包括北京故宮博物院（紫禁城）及2004年追加的瀋陽故宮等兩個建築群。而另一个世界遗产则是明清皇家陵寝。

## 概要
1987年，北京故宮（紫禁城）被登錄為世界文化遺產。紫禁城是世界现存最大的皇宮，為明清兩朝24個皇帝所居住、辦公的宮殿。由明成祖朱棣於1406年下旨修建，至1420年基本完成。
2004年，瀋陽故宮作為北京故宮的擴展項目被聯合國教科文組織列為世界文化遺產。瀋陽故宮是後金及滿清初期，努爾哈赤及皇太極兩名皇帝的宮殿，顺治帝在此继位，同時也是滿清的離宮之一。

## 登錄過程
- 1987年將北京故宮建築群登錄為世界文化遺產
- 2004年將瀋陽故宮作為北京故宮的擴展項目列入「北京及瀋陽的明清皇家宮殿」此項世界文化遺產

## 登錄標準
因為滿足世界文化遺產下列評定標準而登錄：
(i) 代表一種獨特的藝術成就，一種創造性的天才傑作。
(ii) 能在一定時期內或世界某一文化區域內，對建築藝術、紀念物藝術、城鎮規劃或景觀設計方面的發展產生極大影響。
(iii) 能為一種已消逝的文明或文化傳統提供一種獨特的，或至少是特殊的見證。
(iv) 人類歷史發展中某一建築風格的傑出範例。